# Сангварцо (Удине)
Сангварцо је насеље у Италији у округу Удине, региону Фурланија-Јулијска крајина.
Према процени из 2011. у насељу је живело 311 становника. Насеље се налази на надморској висини од 146 м.